# NGC 2503
NGC 2503 (również PGC 22453 lub UGC 4158) – galaktyka spiralna z poprzeczką (SBbc), znajdująca się w gwiazdozbiorze Raka. Odkrył ją Albert Marth 17 lutego 1865 roku.